# Amblystegium calcareum
Amblystegium calcareum là một loài Rêu trong họ Amblystegiaceae. Loài này được (Kanda) Nog. mô tả khoa học đầu tiên năm 1991.